# Kanton Villebois-Lavalette
Der Kanton Villebois-Lavalette war bis 2015 ein französischer Wahlkreis im Département Charente und in der damaligen Region Poitou-Charentes. Er umfasste 17 Gemeinden im Arrondissement Angoulême; sein Hauptort (frz.: chef-lieu) war Villebois-Lavalette. Die landesweiten Änderungen in der Zusammensetzung der Kantone brachten im März 2015 seine Auflösung. Vertreter im conseil général des Départements war zuletzt für die Jahre 2011–2015 Didier Jobit.

## Gemeinden
| Gemeinde                 | Einwohner Jahr | Fläche km² | Bevölkerungsdichte | Postleitzahl | Code INSEE |
| ------------------------ | -------------- | ---------- | ------------------ | ------------ | ---------- |
| Blanzaguet-Saint-Cybard  | 275 (2013)     | –          | – Einw./km²        | 16320        | 16047      |
| Charmant                 | 361 (2013)     | –          | – Einw./km²        | 16320        | 16082      |
| Chavenat                 | 212 (2013)     | –          | – Einw./km²        | 16320        | 16092      |
| Combiers                 | 125 (2013)     | –          | – Einw./km²        | 16320        | 16103      |
| Dignac                   | 1319 (2013)    | –          | – Einw./km²        | 16410        | 16119      |
| Édon                     | 256 (2013)     | –          | – Einw./km²        | 16320        | 16125      |
| Fouquebrune              | 663 (2013)     | –          | – Einw./km²        | 16410        | 16143      |
| Gardes-le-Pontaroux      | 256 (2013)     | –          | – Einw./km²        | 16320        | 16147      |
| Gurat                    | 182 (2013)     | –          | – Einw./km²        | 16320        | 16162      |
| Juillaguet               | 150 (2013)     | –          | – Einw./km²        | 16320        | 16172      |
| Magnac-Lavalette-Villars | 423 (2013)     | –          | – Einw./km²        | 16320        | 16198      |
| Ronsenac                 | 594 (2013)     | –          | – Einw./km²        | 16320        | 16283      |
| Rougnac                  | 414 (2013)     | –          | – Einw./km²        | 16320        | 16285      |
| Sers                     | 823 (2013)     | –          | – Einw./km²        | 16410        | 16368      |
| Torsac                   | 784 (2013)     | –          | – Einw./km²        | 16410        | 16382      |
| Vaux-Lavalette           | 98 (2013)      | –          | – Einw./km²        | 16320        | 16394      |
| Villebois-Lavalette      | 749 (2013)     | –          | – Einw./km²        | 16320        | 16408      |